# Francesco Paolo De Rosalia
Francesco Paolo De Rosalia (Palermo, 6 novembre 1914 – 1983) è stato un calciatore italiano, di ruolo centrocampista.
Era soprannominato Cinè.

## Caratteristiche tecniche
Era un giocatore di temperamento, possente fisicamente, corretto nei modi e dotato di un tiro potente.
Giocava come mezz’ala.

## Carriera
Esordì in Serie A con la maglia del Palermo l'11 giugno 1933 in Palermo-Fiorentina (1-3).
Ha sempre giocato con i rosanero dal 1931 al 1940 e dal 1944 al 1947, tranne appunto per il quadriennio 1940-1944. Durante quel periodo gioca sempre nella città natale: con la Juventina Palermo (1940/1941, trasferitosi dopo il fallimento del Palermo del 1940) e il Gruppo Sportivo 58º Corpo Vigili del Fuoco (1941/1942 e 1942/1943). Nella stagione 1943/1944, invece, non è in attività, a causa della Seconda guerra mondiale.
Complessivamente ha giocato 161 partite ufficiali tra campionato e coppe.
È il terzo palermitano per numero di presenze in rosanero dopo Ignazio Arcoleo e Gaetano Troja.
Ritiratosi nel 1947 dal calcio giocato, dopo un anno come aiuto allenatore nella stagione 1947-1948 si trasferì negli Stati Uniti d'America.

## Palmarès
- Campionato italiano di Serie B: 1

Palermo: 1931-1932
- Campionato siciliano: 1

Palermo: 1945